# Leo Anton Karl de Ball
Leo Anton Karl de Ball (23 novembre 1853 – 12 décembre 1916) est un astronome germano-autrichien. Il est crédité par le Centre des planètes mineures sous le nom de « K. de Ball », pour la découverte d'un astéroïde, il semble être plus connu sous le nom de « Leo de Ball ».

## Biographie
Leo Anton Karl de Ball est né à Lobberich en province de Rhénanie (royaume de Prusse). Il a étudié à Bonn et à Berlin, où il a reçu son doctorat en 1877. Il a travaillé aux observatoires de Gotha et de Bothkamp (de), où il a découvert l’astéroïde (230) Athamantis à la fin de l'année 1882. Il a alors travaillé à l'Observatoire d'Ougrée (Belgique), sur la masse de Saturne, sur la mécanique céleste et sur les étoiles doubles et leur parallaxe.
De 1891 jusqu'à sa mort en 1916, il fut le directeur de l'observatoire Kuffner (en) à Vienne, parmi ses travaux figurent la mesure de parallaxe de nombreuses étoiles et la compilation de ses données dans des catalogues d'étoiles.
| (230) Athamantis | 3 septembre 1882 |